# Darrell Abbott
Pour les articles homonymes, voir Abbott.
« Dimebag » Darrell Abbott (20 août 1966 – 8 décembre 2004) (aussi connu sous le nom de Diamond Darrell) était un guitariste américain de metal. Connu pour être un membre fondateur du groupe de groove metal Pantera, ainsi que Damageplan. Darrell est considéré comme l'une des forces motrices du groove metal.
Abbott a été tué par balle alors qu'il était sur scène lors d'un concert de Damageplan le 8 décembre 2004, à la Villa Alrosa à Columbus, dans l'Ohio. Il est classé 92e des 100 plus grands guitaristes par le magazine Rolling Stone et no 1 dans le magazine Metal Hammer au Royaume-Uni.

## Biographie
Darrell Abbott est né de Carolyn et Jerry Abbott, musicien country et producteur. Darrell apprend la guitare à 12 ans avec pour première guitare une copie de Gibson LesPaul. Darrell participe très jeune à des compétitions de guitare organisées par Dean, dans sa ville natale de Dallas, au Texas. Passionné par le jazz manouche et fan de Django Reinhartd il ne parvient pas à exceller dans ce domaine a cause de la complexité du style. Il déclare un jour « il y a de la technique dans le métal comme dans les autres styles, mais dans le jazz manouche la technique est bien plus complexe, c’est le style qui veut ça.» Grand admirateur de Bireli Lagrene [ guitariste dans le style jazz manouche] il explique qu’il le considère comme un mentor chez les guitaristes au niveau du manche de l’instrument et comme l’un des meilleurs guitaristes du monde, capable de tout jouer. Il se rabat alors dans le métal. C'est lors de ces concours qu'il gagne sa guitare signature la Dean ML. À 17 ans il est même écarté du concours à cause de ses victoires trop fréquentes et devient juge de la compétition. C'est grâce aux prix gagnés dans ces compétitions que Pantera voit le jour. Dave Mustaine lui propose même de rejoindre Megadeth, mais Darrell refuse et reste avec son frère, Vinnie Paul, batteur.
Ses influences majeures sont  Ace Frehley (Kiss) et Eddie Van Halen (à qui il est souvent comparé). Il cite par ailleurs plusieurs de ses contemporains : Kerry King (Slayer), Zakk Wylde (Black Label Society, Ozzy Osbourne), James Hetfield (Metallica), Page Hamilton (Helmet) ainsi que de groupes old school comme Judas Priest ou Iron Maiden.
En 2000, les frères Abbott, ainsi que Rex Brown et le chanteur country David Allan Coe, s'impliquent dans un projet secondaire appelé Rebel Meets Rebel. Après la dissolution de Pantera en 2003, Dimebag et Vinnie forment Damageplan. Leur album New Found Power, atteint la 38e place des ventes de disques en 2004.
Le 8 décembre 2004, Dimebag Darrell est assassiné sur scène par Nathan Gale pendant un concert de Damageplan au Alrosa Villa Nightclub de Columbus dans l'Ohio. L'homme tue trois autres personnes et en blesse sept de l'assistance avant d'être abattu par James Niggemeyer, un policier. Avant de tirer sur Darrell, Nathan Gale aurait fait une déclaration relative à son amertume vis-à-vis de la dissolution de Pantera.
De nombreux groupes ont rendu hommage à Darrell : 

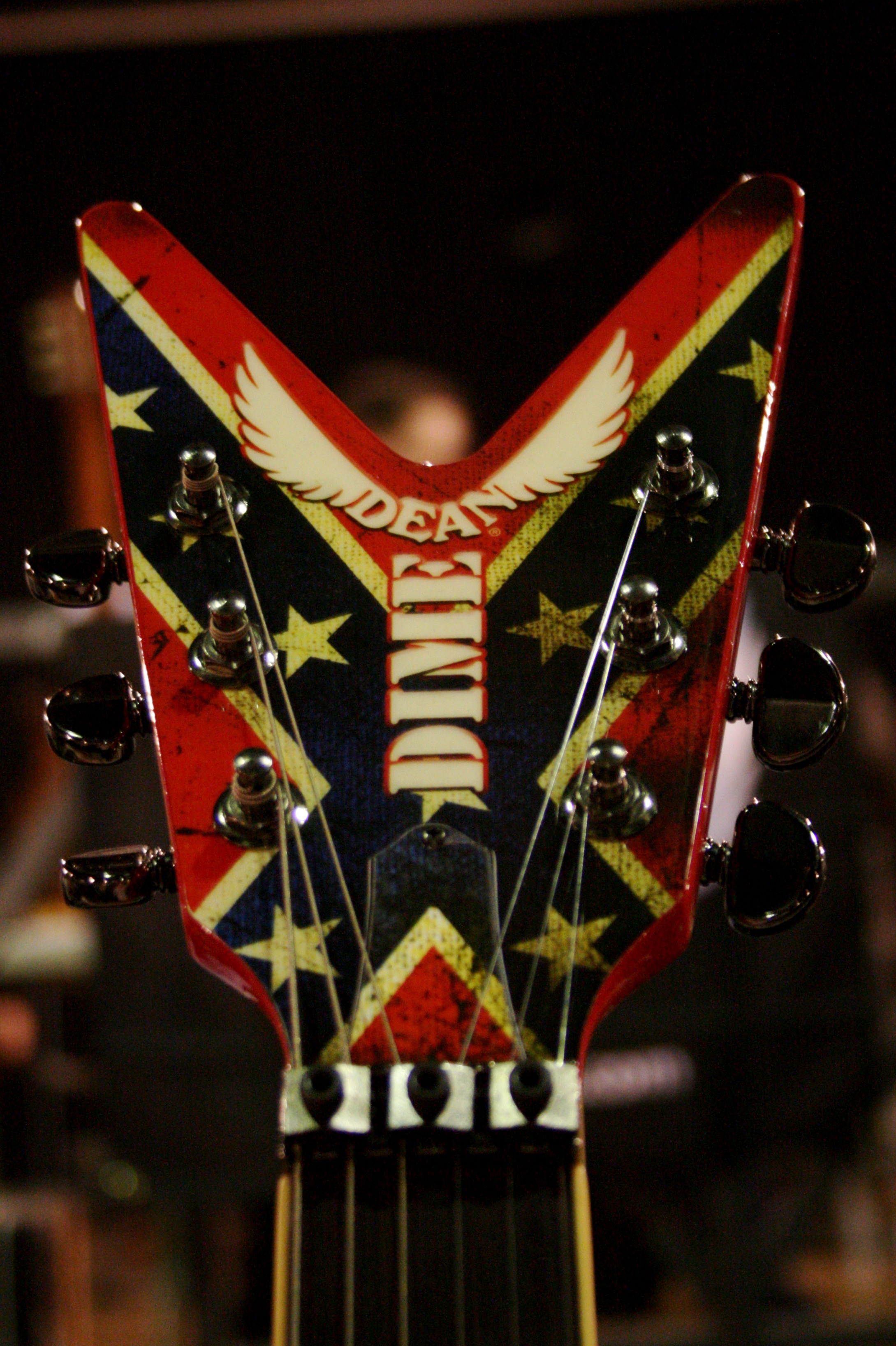
Guitare Dean

- Le titre "Thank You" de Hellyeah (actuel groupe de son frère Vinnie Paul).
- Zakk Wylde, ami de Dimebag, lui dédie le titre "In This River", présent sur l'album Mafia (et dans le best of Skullage) de Black Label Society.
- Slayer, qui affiche un portrait de Dimebag durant leur concert au Palais omnisports de Paris-Bercy en 2006.
- Le guitariste Buckethead avec son titre Dime, disponible en téléchargement gratuit peu de temps après sa mort.
- Le groupe Machine Head avec le titre "Aesthetics Of Hate".
- Watcha dans son album Phénix avec la chanson "Dimebag".
- Avenged Sevenfold avec le morceau "Betrayed" de l'album City of Evil.
- Le groupe Nickelback avec la chanson "Side Of A Bullet", tirée de l'album All the Right Reasons.
- Le morceau Mourn sur l'album Over The Under de Down parle de la peine et de la confusion de l'ancien chanteur de Pantera, Phil Anselmo, déclaré persona non grata à l'enterrement du guitariste.
- Le groupe Shinedown sur l'album Us and Them Deluxe avec la chanson Simple Man (live).
- Blaze Bayley sur l'album The King of Metal avec la chanson Dimebag.

Il est enterré avec, dans son cercueil, la guitare noire et jaune d'Eddie Van Halen qu'on aperçoit sur la pochette de l'album Van Halen II.

## Équipement
Durant la plus grande partie de sa carrière, Dimebag Darrell joue sur des guitares Dean ML équipées de micros Bill Lawrence L500XL souvent décorée du drapeau confédéré, malgré un passage chez Washburn qui dura 11 ans. Il utilise des amplificateurs Randall et double systématiquement ses rythmiques en studio. Il participe à la création d'un nouveau modèle de guitare pour Dean : la Razorback. Cette guitare est aujourd'hui commercialisée, et de nombreux guitaristes l'emploient en hommage à Darrell.
Sa grande particularité réside dans le squealing extrême de sa guitare, technique très utilisée mais rarement exécutée avec autant de style que Dimebag.
- Randall RG100H - tête d'ampli et baffles (1983 - 1991, 1996 - 1999)
- Randall Century 200 - tête d'ampli et baffles (1992 - 1995, 2000)
- Randall Warhead - tête d'ampli et baffles (2000 - 2004)
- Randall X2 Warhead - tête d'ampli et baffles (debut 2004)
- Krank Krankenstein - tête d'ampli et baffles (fin 2004)
- Furman PQ4 - égaliseur paramétrique (1990 - 1995)
- Furman PQ3 - égaliseur paramétrique  (1996 - 2004)
- MXR - égaliseur graphique 6 bandes ("The Blue One")
- MXR - flanger/doubler (1990 - 2004)
- MXR Dime - distortion (2004) (Jamais utilisée en concert)
- MXR Zakk Wylde overdrive
- Lexicon - modules d'effets
- Korg Ax30g - pédalier d'effets
- Rocktron Guitar silencer
- Digitech Whammy
- Jim Dunlop Crybaby From Hell
- Jackson RR5 (Utilisée pour Damageplan)

## Discographie
- Metal Magic (Pantera) (1983)
- Projects in the Jungle (Pantera) (1984)
- I Am the Night (Pantera) (1985)
- Power Metal (Pantera) (1988)
- Cowboys from Hell (Pantera) (1990)
- Vulgar Display of Power (Pantera) (1992)
- Far Beyond Driven (Pantera) (1994)
- The Great Southern Trendkill (Pantera) (1996)
- Official Live: 101 Proof (Pantera) (1998)
- Reinventing the Steel (Pantera) (2000)
- New Found Power (Damageplan) (2004)
- Rebel Meets Rebel (D.A.C. et C.F.H.) (2006)
- The Hitz (Dimebag Darrell) (2017)